# HD 28185
Désignations
HD 28185 est un système planétaire situé à environ ∼ 129 a.l. (∼ 39,6 pc) du Soleil dans la constellation de l'Éridan. Du point de vue observationnel, il s'agit d'un système binaire spectroscopique à raies simples sans éclipses.
L'étoile centrale, HD 28185 a, est l'objet primaire du système. Il s'agit d'une naine jaune. D'une magnitude apparente de +7,81, elle est visible avec des jumelles.
Au total, 2 corps secondaire sont connus à ce jour dans le système, à savoir les planètes HD 28185 b et HD 28185 c

## Caractéristiques
Il s'agit d'une étoile de type spectral G5V, très semblable au Soleil en taille (1,05 fois le diamètre du Soleil), en masse (0,99 fois la masse du Soleil) et en luminosité (1,15 fois la luminosité du Soleil), mais légèrement plus froide (température en surface : 5 705 K soit 5 430 °C). Sa métallicité, c'est-à-dire l'abondance relative du fer par rapport à l'hydrogène dans les couches superficielles de l'étoile, vaut en revanche 173 % celle du Soleil. Sa période de rotation est de trente jours.
Son âge est incertain. Son activité chromosphérique suggèrerait 2,9 milliards d'années mais les modèles d'évolution des étoiles donnent plutôt un âge d'environ 7,5 milliards d'années et une masse de 0,99 M☉.

## Système planétaire
| Planète    | Masse   | Demi-grand axe (ua) | Période orbitale (jours) | Excentricité | Inclinaison | Rayon |
| ---------- | ------- | ------------------- | ------------------------ | ------------ | ----------- | ----- |
| HD 28185 b | ≥5,7 MJ | 1,031 ± 0,060       | 383 ± 2                  | 0,07 ± 0,04  |             |       |

### HD 28185 b: Exoplanète géante, placée en «conditions terrestres»

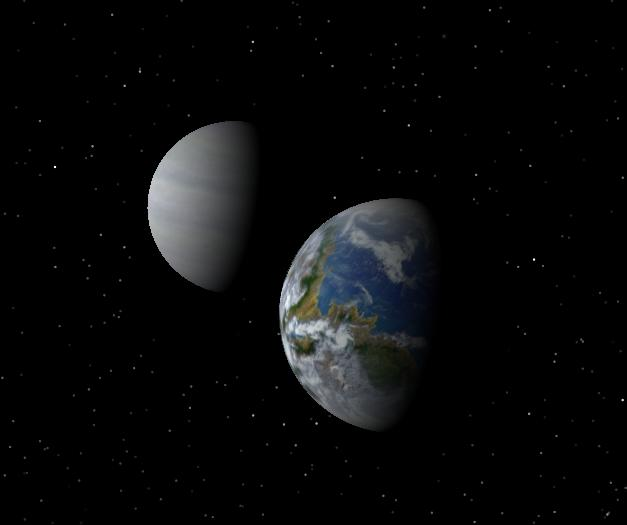
Représentation de l'exoplanète HD 28185 b et d'un hypothétique satellite semblable à la Terre.

Une exoplanète d'au moins 5,7 MJ a été détectée en 2001 autour de cette étoile par la méthode des vitesses radiales. L'existence de la planète a été confirmée par le Magellan Planet Search Program en 2008.
Appelée HD 28185 b, elle parcourt une orbite faiblement excentrique très semblable à celle de la Terre avec une période orbitale de 1,05 ans. Elle recevrait environ la même quantité d'énergie de son étoile que la Terre du Soleil, ce qui a conduit à envisager l'existence de satellites naturels habitables autour de HD 28185 b.
Une étude de 2006, portant sur les planètes géantes du système solaire, suggère cependant que la masse totale des satellites d'une planète géante ne pourrait excéder 0,01 % de sa masse, soit dans le cas d'HD 28185 b, environ le double de la masse de Mars.